# Microregione di Anápolis
Anápolis è una microregione dello Stato del Goiás in Brasile, appartenente alla mesoregione del Centro Goiano.

## Comuni
Comprende 20 municipi:
- Anápolis
- Araçu
- Brazabrantes
- Campo Limpo de Goiás
- Caturaí
- Damolândia
- Heitoraí
- Inhumas
- Itaberaí
- Itaguari
- Itaguaru
- Itauçu
- Jaraguá
- Jesúpolis
- Nova Veneza
- Ouro Verde de Goiás
- Petrolina de Goiás
- Santa Rosa de Goiás
- São Francisco de Goiás
- Taquaral de Goiás